# Kvarnträsk, Åland
Kvarnträsk är en sjö i Finströms kommun i Åland (Finland). Den ligger i den norra delen av landskapet, 28 km norr om huvudstaden Mariehamn. Kvarnträsk ligger 13 meter över havet. Den ligger på ön Fasta Åland. Arean är 18,5 hektar och strandlinjen är 1,92 kilometer lång. Sjön  ingår i Skärgårdshavets kustområde, Åland. 